# 소비에스키 보드카

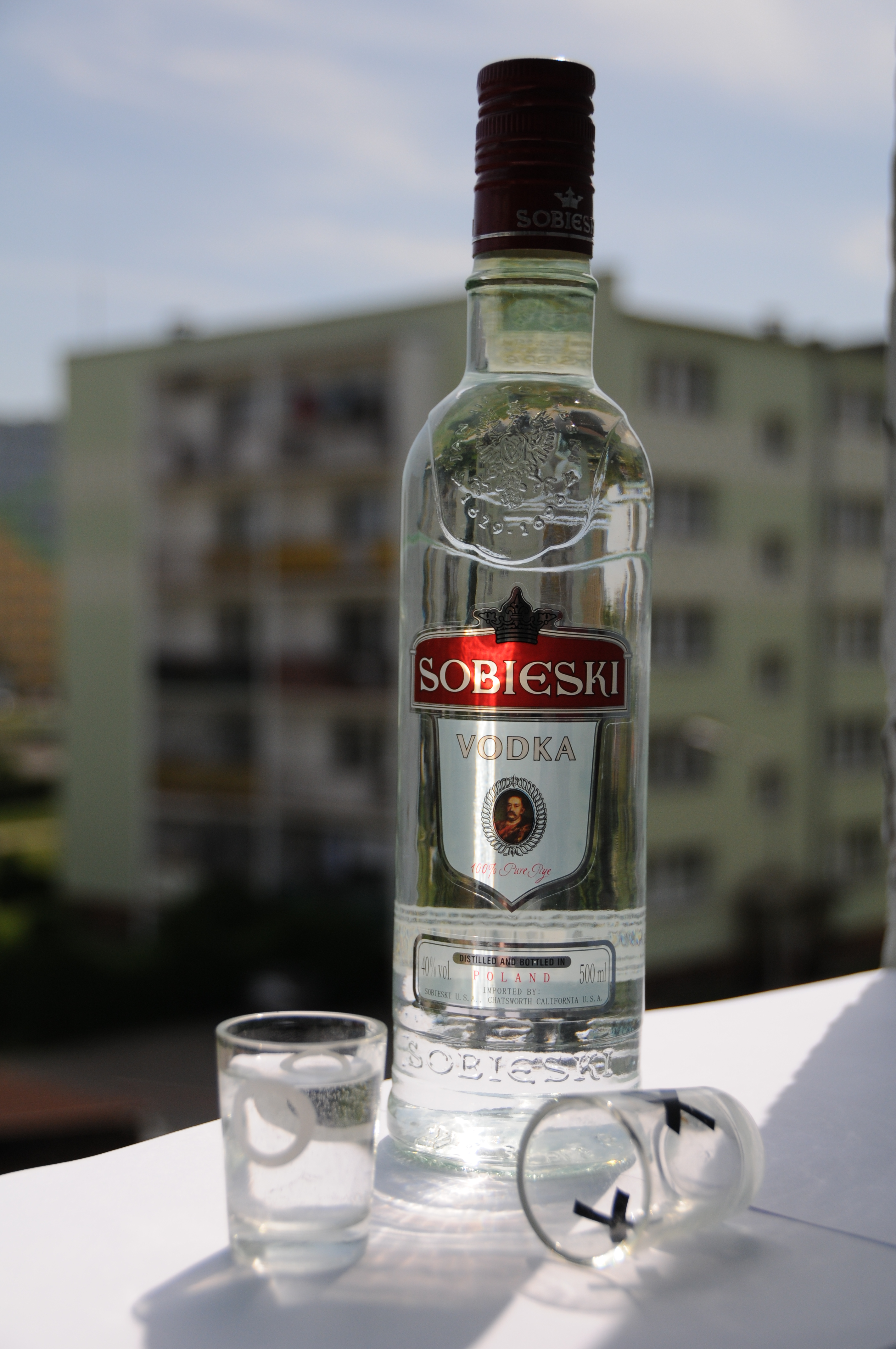
소비에스키 오리지널 보드카.

소비에스키(폴란드어: Sobieski)는 마리 브리자드 와인&스피리츠가 소유한 폴란드의 보드카 브랜드이다. 브랜드명은 폴란드-리투아니아 연방의 국왕 중 한명인 얀 3세 소비에스키의 이름을 따서 지어졌다. 1864년부터 제조를 시작하였으며 2003년부터는 폴란드 스타로가르트그단스키의 양조장에서 생산되어 판매된다.
100% 호밀로만 제조하는 보드카이다. 오리지널 외에 카라멜, 만다린, 에스프레소, 크랜베리 향미 버전도 판매하고 있다.